# Porcs espins del Nou Món
Els porcs espins del Nou Món (Erethizontidae) són grans rosegadors arborícoles que es caracteritzen per la coberta d'espines que els dona nom. Viuen en boscos i regions boscoses de Nord-amèrica i el nord de Sud-amèrica. Tot i que tant els porcs espins del Nou Món com els porcs espins del Vell Món pertanyen a l'infraordre dels histricògnats dins l'immens ordre dels rosegadors, en realitat són bastant diferents i no tenen una relació propera.